# Lac de la Haute Sûre
Obersauer-Stausee, även känd som Lac de la Haute Sûre på franska, är en reservoar i Luxemburg.   Den ligger i distriktet Diekirch, i den nordvästra delen av landet, 40 kilometer nordväst om huvudstaden Luxemburg. Obersauer-Stausee ligger 366 meter över havet.
I omgivningarna runt Obersauer-Stausee växer i huvudsak blandskog. Runt Obersauer-Stausee är det ganska glesbefolkat, med 38 invånare per kvadratkilometer.